# Pic Borah
Pour les articles homonymes, voir Borah.
Le pic Borah, Borah Peak en anglais, est un sommet du chaînon Lost River, dans le comté de Custer dans l'Idaho, aux États-Unis. C'est le point culminant de l'État avec 3 859 mètres d'altitude.
Le sommet se trouve dans la forêt nationale de Salmon-Challis. Il est nommé d'après William Borah (1865–1940), un sénateur américain de l'Idaho (1907–1940).